# Muralla de l'Hort de la Vila
La Muralla de l'Hort de la Vila és una obra de Capellades (Anoia) protegida com a Bé Cultural d'Interès Local.

## Descripció
Es tracta d'un mur de contenció, lleugerament atalussat, de les terrasses d'horta que ocupaven aquesta zona de la població, conegut com a l'Hort de la Vila. Està format per pedres tosques irregulars, sense treballar, col·locades sense ordre i lligades amb morter de calç i sorra. En alguns trams hi ha una capa d'arrebossat modern, col·locada probablement en el decurs d'obres de consolidació recents. Aproximadament cada dos metres, hi ha una obertura rectangular, feta amb peces de rajola, per donar sortida a les aigües de les terrasses.
En un tram del mur s'hi ubicà una font, l'any 1998, per voluntat dels veïns del carrer Fondo. Fou obra de Francisco Guinart.

## Història
Tenim notícies de que a Capellades durant el segle xvii la població va créixer i això provocà un eixamplament del perímetre de les muralles. Sabem que prop de les voltes de Can Bas hi havia el Portal Sobirà. El que resta de les muralles pot ser del segle xvii o fins i tot anterior. (Vegeu les espitlleres de la fotografia).